# Commissum Nobis (costituzione)
La Commissum Nobis (in italiano: Affidato a noi) è una costituzione apostolica di papa Pio X, firmata il 20 gennaio 1904 e pubblicata nel 1909, con cui il pontefice abolì lo ius exclusivae, un «diritto di veto di cui hanno goduto per secoli i regnanti di alcuni importanti stati cattolici europei da utilizzare nei confronti di un partecipante al conclave poco gradito per renderlo ineleggibile».

## Contesto storico
Nel corso della storia, in più occasioni i sovrani cattolici di Francia, Spagna e Sacro Romano Impero (da ultimo Austria) esercitarono, attraverso il cardinale della corona presente al conclave, il diritto di veto su un candidato al papato non gradito al sovrano. Scrive Jürgen Jamin:
(Jürgen Jamin, "Civile veto sive exclusivam omnino reprobamus" - La costituzione Commissum Nobis di Pio X alla vigilia della prima codificazione, pp. 592-593.)
Il diritto di veto fu adoperato per l'ultima volta durante il conclave del 1903, quando il cardinale della corona Jan Puzyna, a votazioni iniziate, si alzò in piedi per annunciare il voto d'esclusione dell'imperatore Francesco Giuseppe I d'Austria contro il cardinale Mariano Rampolla del Tindaro, a causa delle posizioni di quest'ultimo, ritenute troppo filo-francesi e anti-austriache.
I cardinali videro l'imposizione come un affronto, e tuttavia spostarono i loro voti verso il cardinale patriarca di Venezia Giuseppe Sarto, eletto al soglio pontificio con il nome di Pio X.
Proprio per rimediare a questa ingerenza nell'elezione del vescovo di Roma, Pio X istituì una commissione presieduta dal cardinale Pietro Gasparri, con il fine di abolire qualsiasi intromissione durante il conclave; essa vide anche la partecipazione di Rampolla del Tindaro. Si occupò dell'indagine anche un giovane Eugenio Pacelli, futuro Papa Pio XII. Quando la commissione sancì definitivamente la necessità dell'abrogazione dello ius exclusivae, Pio X scelse la forma della costituzione apostolica, considerata "la più alta e giuridicamente vincolante".
Dunque, qualche mese dopo l'elezione del nuovo papa, fu pubblicata la costituzione apostolica Commissum Nobis, che pose fine a questa secolare tradizione.

## Contenuto della costituzione apostolica
La Commissum Nobis inizia affermando e ribadendo il concetto fondamentale che la Chiesa deve essere libera per esercitare la sua missione. Questa libertà è richiesta in modo particolare quando si tratta di eleggere il papa.
Per questo Pio X afferma che il diritto di veto, che alcuni sovrani hanno esercitato all'interno del conclave, ma che la Santa Sede non ha mai approvato, mina la libertà della Chiesa:
(Papa Pio X, Costituzione Apostolica Commissum Nobis)
Secondo Jürgen Jamin, in poche parole il pontefice emette «un giudizio netto riguardo la natura giuridica del veto: si tratta di un'ingerenza civile non de iure ma de facto, sulla base di un preteso diritto», che non ha alcun valore e che la Santa Sede, attraverso diversi documenti, in passato ha sempre cercato di contrastare.
Posti questi principi, il papa prende le seguenti disposizioni:
- condanna il diritto di veto imposto dai sovrani, anche qualora si trattasse di un "semplice desiderio";
- vieta da quel momento in avanti ogni ingerenza dei sovrani nell'elezione del Romano Pontefice;
- proibisce ai cardinali di farsi portavoce del veto di qualsiasi autorità civile all'interno del conclave, sotto pena di scomunica latae sententiae;
- tale pena è estesa a tutti coloro che partecipano al conclave.

Infine il pontefice invita i cardinali elettori «a non farsi condizionare dalle intromissioni da parte del potere secolare, restando ben consci della grave responsabilità coram Deo e per il bene della Chiesa di eleggere colui che ritengono idoneo ad assumere il munus petrinum».

## Disposizioni successive
Alcuni documenti successivi, dello stesso Pio X e di altri pontefici, riprendono, a volte alla lettera, queste disposizioni contenute nella Commissum Nobis:
- la costituzione apostolica Vacante Sede Apostolica, di Pio X, del 25 dicembre 1904, riprende, al nº 81, le stesse misure contenute nella Commissum Nobis;[9]
- la costituzione apostolica Vacantis Apostolicae Sedis, di papa Pio XII, dell'8 dicembre 1945, al nº 94 ribadisce alla lettera le disposizioni di Pio X;[10]
- la costituzione apostolica Summi Pontificis Electio, di papa Giovanni XXIII, del 5 settembre 1962, introduce un giuramento che tutti i conclavisti devono sottoscrivere, e nel quale è imposto le stesso divieto espresso da Pio X nella Commissum Nobis;[11]
- la costituzione apostolica Romano Pontifici Eligendo, di papa Paolo VI, del 1º ottobre 1975, ripropone al nº 81 le stesse regole di Pio X espresse nella Vacante Sede Apostolica;[12]
- infine la costituzione apostolica Universi Dominici Gregis, di papa Giovanni Paolo II, del 22 febbraio 1996, ripropone le disposizioni in materia di Paolo VI.[13]